# Gmach Towarzystwa Kredytowego Miejskiego w Łodzi
Gmach Towarzystwa Kredytowego Miejskiego w Łodzi – siedziba drugiego towarzystwa kredytowego w Królestwie Polskim; pierwsza tego typu placówka powstała w Warszawie. Ideą założonego przez łódzkich fabrykantów towarzystwa było udzielanie pożyczek na cele budowlane.

## Historia

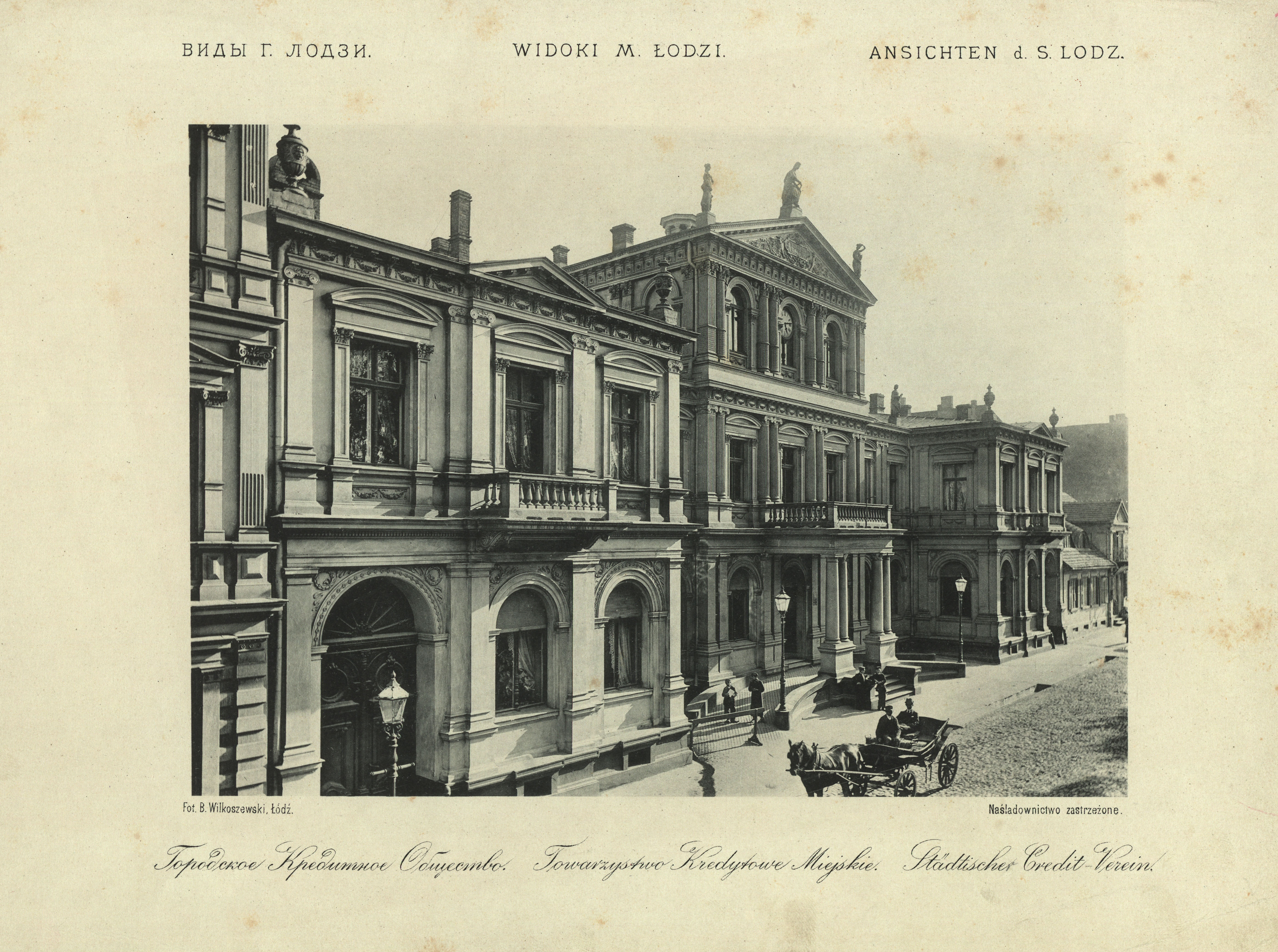
Widok na gmach, 1896 rok

Wśród głównych inicjatorów powstania był Andrzej Rosicki.
Gmach Towarzystwa przy ulicy Średniej 17 (obecnie Pomorska 21) zbudowano w latach 1878–1881 według projektu Hilarego Majewskiego. Front głównego budynku zwieńczony został trójkątnym frontonem wypełnionym reliefem z dewizą „VIRIBUS UNITIS” (Wspólnymi siłami) wyrażającą ideę Towarzystwa Kredytowego Miejskiego w Łodzi.
W 1945 roku obiekt oddano w użytkowanie Uniwersytetowi Łódzkiemu, a po wyodrębnieniu z UŁ wydziałów medycznych Akademii Medycznej. Lata użytkowania budynku niezgodnie z przeznaczeniem (w budynku mieścił się Instytut Stomatologii), doprowadziły gmach do ruiny.
Od 2007 r. właścicielem budynku jest międzynarodowa firma Fenix Capital S.A., inwestująca w zniszczone lub zaniedbane nieruchomości o znaczeniu historycznym i nadal dużym potencjale marketingowym. W Łodzi oprócz tego pałacyku przy ul. Pomorskiej posiada dawną fabrykę przy ul. Żeligowskiego.
Od IV kwartału 2008 r. budynek został poddany generalnemu remontowi zewnętrznemu i wewnętrznemu. Odrestaurowano m.in. fasadę z umieszczonymi tam rzeźbami, które odzyskały głowy i twarze. Sama elewacja odzyskała oryginalny piaskowy odcień, który został ustalony podczas prac remontowych.
Prace restauracyjne zakończono w IV kw. 2011 r. We wnętrzu największym i najbardziej reprezentacyjnym pomieszczeniem jest dawna sala posiedzeń zarządu Towarzystwa na I piętrze.
Zgodnie z koncepcją i filozofią działania właściciela pomieszczenia budynku są wynajmowane na wszelkiego rodzaju spotkania biznesowe, towarzyskie, kulturalne. Istnieje również możliwość urządzania wesel, ponieważ obiekt posiada w podziemiach rozbudowane zaplecze kuchenne.